# ميشال سيميتشكا
ميشال سيميشكا (مواليد 10 مايو 1984 في براتيسلافا) هو سياسي وصحفي وباحث سلوفاكي شغل منصب نائب رئيس البرلمان الأوروبي منذ عام 2022 وعضو في البرلمان الأوروبي منذ عام 2019. في عام 2020، تم انتخابه نائبًا لرئيس الجزء الليبرالي من تجديد أوروبا. على الساحة السياسية المحلية السلوفاكية، هو أحد مؤسسي حزب سلوفاكيا التقدمية الاجتماعي الليبرالي، والذي قاده منذ عام 2022.